# Trigonopyren capituliflorus
Trigonopyren capituliflorus är en måreväxtart som beskrevs av Cornelis Eliza Bertus Bremekamp. Trigonopyren capituliflorus ingår i släktet Trigonopyren och familjen måreväxter. Inga underarter finns listade i Catalogue of Life.